# Nová Lehota
Nová Lehota (allemand : Neulehota, hongrois : Újszabadi) est un village de Slovaquie situé dans la région de Trenčín.

## Histoire
La première mention écrite du village date de 1543.

## Démographie

### Évolution de la population
| Année:               | 1994. | 2004.    | 2014.    | 2024.   |
| -------------------- | ----- | -------- | -------- | ------- |
| Nombre de personnes: | 277   | 230      | 198      | 192     |
| Différence:          |       | -16,96 % | -13,91 % | -3,03 % |

| Année:               | 2023. | 2024.   |
| -------------------- | ----- | ------- |
| Nombre de personnes: | 197   | 192     |
| Différence:          |       | -2,53 % |